# Cesare Bertagnini
Cesare Bertagnini, né à Montignoso Province de Massa-Carrara (Toscane) le 15 août 1827 mort à Viareggio (Toscane) le 23 décembre 1857 est un scientifique et un chimiste italien qui fit des découvertes en chimie organique.

## Biographie
Il étudia la chimie à l'université de Pise avec Raffaele Piria et obtint sa laurea en 1848. La même année il combattit au sein du Bataillon universitaire.
Avec Piria en 1851, il entreprit un voyage en Europe afin de rendre publics les résultats de ses recherches sur les composés bisulfites des aldéhydes.
En 1855, il découvrit que les acides camphoriques et anisiques étaient éliminés dans les urines sans transformation tandis que l'acide salicylique s'assemble avec la glycine, mettant en évidence la protection par l'organisme envers des composants polluants. En 1856 il publia la synthèse de l'acide cinnamique à partir du benzaldéhyde et le chlorure d'acétyle. En 1856 il obtint la chaire de chimie auprès de l'université de Pise. Atteint par la tuberculose il mourut au retour d'un voyage à New York en 1857.

## Sources
- (it) Cet article est partiellement ou en totalité issu de l’article de Wikipédia en italien intitulé « Cesare Bertagnini » (voir la liste des auteurs).